# Partecipanti al Giro d'Italia 2013
Elenco dei partecipanti al Giro d'Italia 2013.
Il Giro d'Italia 2013 fu la novantaseiesima edizione della corsa. Alla competizione presero parte 23 squadre, 19 iscritte all'UCI ProTour più quattro squadre invitate, ciascuna delle quali composta da nove corridori, per un totale di 207 ciclisti. La corsa partì il 4 maggio da Venaria Reale e terminò il 26 maggio a Brescia; in quest'ultima località portarono a termine la competizione 168 corridori.

## Corridori per squadra
| Garmin-Sharp                 | Garmin-Sharp                 | Garmin-Sharp                 | Colombia               | Colombia               | Colombia               | Orica-GreenEDGE           | Orica-GreenEDGE           | Orica-GreenEDGE           |
| ---------------------------- | ---------------------------- | ---------------------------- | ---------------------- | ---------------------- | ---------------------- | ------------------------- | ------------------------- | ------------------------- |
| 1                            | Ryder Hesjedal               | NP 13ª                       | 81                     | Darwin Atapuma         | 18º                    | 161                       | Matthew Goss              | R 16ª                     |
| 2                            | Tom Danielson                | 49º                          | 82                     | Edwin Ávila            | 164º                   | 162                       | Luke Durbridge            | 142º                      |
| 3                            | Thomas Dekker                | 136º                         | 83                     | Robinson Chalapud      | 94º                    | 163                       | Leigh Howard              | NP 7ª                     |
| 4                            | Nathan Haas                  | R 16ª                        | 84                     | Fabio Duarte           | 28º                    | 164                       | Jens Keukeleire           | 74º                       |
| 5                            | Robert Hunter                | 141º                         | 85                     | Leonardo Duque         | 79º                    | 165                       | Brett Lancaster           | 121º                      |
| 6                            | David Millar                 | R 14ª                        | 86                     | Wilson Marentes        | 162º                   | 166                       | Christian Meier           | 143º                      |
| 7                            | Ramūnas Navardauskas         | 87º                          | 87                     | Dalivier Ospina        | R 12ª                  | 167                       | Jens Mouris               | 160º                      |
| 8                            | Peter Stetina                | 52º                          | 88                     | Jarlinson Pantano      | 46º                    | 168                       | Svein Tuft                | 154º                      |
| 9                            | Christian Vande Velde        | 110º                         | 89                     | Carlos Quintero        | R 10ª                  | 169                       | Pieter Weening            | 38º                       |
| Manager:                     | Manager:                     | Manager:                     | Manager:               | Manager:               | Manager:               | Manager:                  | Manager:                  | Manager:                  |
| AG2R La Mondiale             | AG2R La Mondiale             | AG2R La Mondiale             | Euskaltel-Euskadi      | Euskaltel-Euskadi      | Euskaltel-Euskadi      | RadioShack-Leopard        | RadioShack-Leopard        | RadioShack-Leopard        |
| 11                           | Domenico Pozzovivo           | 10º                          | 91                     | Samuel Sánchez         | 12º                    | 171                       | George Bennett            | 122º                      |
| 12                           | Davide Appollonio            | 168º                         | 92                     | Jorge Azanza           | 33º                    | 172                       | Danilo Hondo              | 96º                       |
| 13                           | Manuel Belletti              | 144º                         | 93                     | Egoi Martínez          | 22º                    | 173                       | Robert Kišerlovski        | 15º                       |
| 14                           | Julien Bérard                | NP 8ª                        | 94                     | Ricardo Mestre         | 145º                   | 174                       | Tiago Machado             | 36º                       |
| 15                           | Carlos Alberto Betancur      | 5º                           | 95                     | Miguel Mínguez         | 166º                   | 175                       | Giacomo Nizzolo           | 130º                      |
| 16                           | Guillaume Bonnafond          | 107º                         | 96                     | Ioannis Tamouridis     | 152º                   | 176                       | Nélson Oliveira           | 81º                       |
| 17                           | Hubert Dupont                | 32º                          | 97                     | Pablo Urtasun          | R 5ª                   | 177                       | Jaroslav Popovyč          | 133º                      |
| 18                           | Ben Gastauer                 | 51º                          | 98                     | Gorka Verdugo          | 64º                    | 178                       | Hayden Roulston           | NP 17ª                    |
| 19                           | Sylvain Georges              | NP 11ª                       | 99                     | Robert Vrečer          | 92º                    | 179                       | Jesse Sergent             | 153º                      |
| Manager:                     | Manager:                     | Manager:                     | Manager:               | Manager:               | Manager:               | Manager:                  | Manager:                  | Manager:                  |
| Androni Giocattoli-Venezuela | Androni Giocattoli-Venezuela | Androni Giocattoli-Venezuela | FDJ                    | FDJ                    | FDJ                    | Sky Procycling            | Sky Procycling            | Sky Procycling            |
| 21                           | Franco Pellizotti            | 11º                          | 100                    | Nacer Bouhanni         | NP 13ª                 | 181                       | Bradley Wiggins           | NP 13ª                    |
| 22                           | Giairo Ermeti                | 151º                         | 101                    | Sandy Casar            | NP 4ª                  | 182                       | Dario Cataldo             | 57º                       |
| 23                           | Fabio Felline                | 43º                          | 102                    | Murilo Fischer         | 147º                   | 183                       | Sergio Henao              | 16º                       |
| 24                           | Mattia Gavazzi               | EX 16ª                       | 103                    | Arnold Jeannesson      | R 9ª                   | 184                       | Christian Knees           | 60º                       |
| 25                           | Tomás Gil                    | R 9ª                         | 104                    | Johan Le Bon           | 115º                   | 185                       | Danny Pate                | 134º                      |
| 26                           | Jackson Rodríguez            | 50º                          | 105                    | Francis Mourey         | 20º                    | 186                       | Salvatore Puccio          | 73º                       |
| 27                           | Diego Rosa                   | 23º                          | 106                    | Laurent Pichon         | 163º                   | 187                       | Kanstancin Siŭcoŭ         | 37º                       |
| 28                           | Miguel Ángel Rubiano         | 45º                          | 107                    | Dominique Rollin       | 75º                    | 188                       | Rigoberto Urán            | 2º                        |
| 29                           | Emanuele Sella               | 58º                          | 109                    | Anthony Roux           | R 16ª                  | 189                       | Xabier Zandio             | 82º                       |
| Manager:                     | Manager:                     | Manager:                     | Manager:               | Manager:               | Manager:               | Manager:                  | Manager:                  | Manager:                  |
| Astana Pro Team              | Astana Pro Team              | Astana Pro Team              | Katusha Team           | Katusha Team           | Katusha Team           | Argos-Shimano             | Argos-Shimano             | Argos-Shimano             |
| 31                           | Vincenzo Nibali              | 1º                           | 111                    | Luca Paolini           | 59º                    | 191                       | John Degenkolb            | NP 10ª                    |
| 32                           | Valerio Agnoli               | 39º                          | 112                    | Maksim Bel'kov         | FTM 18ª                | 192                       | Thomas Damuseau           | 53º                       |
| 33                           | Fabio Aru                    | 42º                          | 113                    | Pavel Brutt            | 103º                   | 193                       | Bert De Backer            | 157º                      |
| 34                           | Dmitrij Gruzdev              | 146º                         | 114                    | Giampaolo Caruso       | 41º                    | 194                       | Koen de Kort              | 78º                       |
| 35                           | Tanel Kangert                | 14º                          | 115                    | Vladimir Gusev         | 65º                    | 195                       | Patrick Gretsch           | 69º                       |
| 36                           | Fredrik Kessiakoff           | 90º                          | 116                    | Pëtr Ignatenko         | 40º                    | 196                       | Ji Cheng                  | NP 6ª                     |
| 37                           | Paolo Tiralongo              | 99º                          | 117                    | Dmitrij Kozončuk       | R 16ª                  | 197                       | Tobias Ludvigsson         | 112º                      |
| 38                           | Alessandro Vanotti           | R 14ª                        | 118                    | Jurij Trofimov         | 13º                    | 198                       | Luka Mezgec               | 123º                      |
| 39                           | Andrej Zejc                  | 106º                         | 119                    | Ángel Vicioso          | NP 10ª                 | 199                       | Albert Timmer             | 129º                      |
| Manager:                     | Manager:                     | Manager:                     | Manager:               | Manager:               | Manager:               | Manager:                  | Manager:                  | Manager:                  |
| Bardiani Valvole-CSF Inox    | Bardiani Valvole-CSF Inox    | Bardiani Valvole-CSF Inox    | Lampre-Merida          | Lampre-Merida          | Lampre-Merida          | Team Saxo-Tinkoff         | Team Saxo-Tinkoff         | Team Saxo-Tinkoff         |
| 41                           | Sacha Modolo                 | 125º                         | 121                    | Michele Scarponi       | 4º                     | 201                       | Rafał Majka               | 7º                        |
| 42                           | Enrico Battaglin             | R 14ª                        | 122                    | Mattia Cattaneo        | R 7ª                   | 202                       | Daniele Bennati           | NP 14ª                    |
| 43                           | Nicola Boem                  | 137º                         | 123                    | Kristijan Đurasek      | 68º                    | 203                       | Manuele Boaro             | 100º                      |
| 44                           | Francesco Manuel Bongiorno   | 71º                          | 124                    | Roberto Ferrari        | 150º                   | 204                       | Matti Breschel            | NP 12ª                    |
| 45                           | Marco Canola                 | 139º                         | 125                    | Przemysław Niemiec     | 6º                     | 205                       | Mads Christensen          | 126º                      |
| 46                           | Sonny Colbrelli              | 89º                          | 126                    | Daniele Pietropolli    | 80º                    | 206                       | Karsten Kroon             | NP 14ª                    |
| 47                           | Stefano Locatelli            | 102º                         | 127                    | Filippo Pozzato        | 120º                   | 207                       | Evgenij Petrov            | 25º                       |
| 48                           | Stefano Pirazzi              | 44º                          | 128                    | José Serpa             | 27º                    | 208                       | Bruno Pires               | 61º                       |
| 49                           | Edoardo Zardini              | 138º                         | 129                    | Simone Stortoni        | 56º                    | 209                       | Rory Sutherland           | 97º                       |
| Manager:                     | Manager:                     | Manager:                     | Manager:               | Manager:               | Manager:               | Manager:                  | Manager:                  | Manager:                  |
| Blanco Pro Cycling Team      | Blanco Pro Cycling Team      | Blanco Pro Cycling Team      | Lotto-Belisol Team     | Lotto-Belisol Team     | Lotto-Belisol Team     | Vacansoleil-DCM           | Vacansoleil-DCM           | Vacansoleil-DCM           |
| 51                           | Robert Gesink                | NP 20ª                       | 131                    | Lars Bak               | 95º                    | 211                       | Marco Marcato             | 76º                       |
| 52                           | Jack Bobridge                | NP 14ª                       | 132                    | Dirk Bellemakers       | 111º                   | 212                       | Grega Bole                | R 20ª                     |
| 53                           | Stef Clement                 | 48º                          | 133                    | Brian Bulgaç           | 135º                   | 213                       | Martijn Keizer            | 101º                      |
| 54                           | Juan Manuel Gárate           | 31º                          | 134                    | Francis De Greef       | 21º                    | 214                       | Maurits Lammertink        | 155º                      |
| 55                           | Wilco Kelderman              | 17º                          | 135                    | Kenny Dehaes           | 156º                   | 215                       | Pim Ligthart              | 161º                      |
| 56                           | Steven Kruijswijk            | 26º                          | 136                    | Gert Dockx             | 104º                   | 216                       | Rob Ruijgh                | 54º                       |
| 57                           | Paul Martens                 | 63º                          | 137                    | Adam Hansen            | 72º                    | 217                       | Rafael Valls              | 29º                       |
| 58                           | Maarten Tjallingii           | 131º                         | 138                    | Vicente Reynés         | 109º                   | 218                       | Frederik Veuchelen        | 83º                       |
| 59                           | Maarten Wynants              | R 16ª                        | 139                    | Frederik Willems       | 117º                   | 219                       | Willem Wauters            | 158º                      |
| Manager:                     | Manager:                     | Manager:                     | Manager:               | Manager:               | Manager:               | Manager:                  | Manager:                  | Manager:                  |
| BMC Racing Team              | BMC Racing Team              | BMC Racing Team              | Movistar Team          | Movistar Team          | Movistar Team          | Vini Fantini-Selle Italia | Vini Fantini-Selle Italia | Vini Fantini-Selle Italia |
| 61                           | Cadel Evans                  | 3º                           | 141                    | Eros Capecchi          | 70º                    | 221                       | Stefano Garzelli          | 108º                      |
| 62                           | Adam Blythe                  | 167º                         | 142                    | Juan José Cobo         | 116º                   | 222                       | Rafael Andriato           | 165º                      |
| 63                           | Steve Cummings               | 149º                         | 143                    | Alex Dowsett           | 148º                   | 223                       | Francesco Chicchi         | NP 9ª                     |
| 64                           | Klaas Lodewyck               | NP 7ª                        | 144                    | José Herrada           | 24º                    | 224                       | Danilo Di Luca            | NP 20ª                    |
| 65                           | Steve Morabito               | 34º                          | 145                    | Beñat Intxausti        | 8º                     | 225                       | Oscar Gatto               | 98º                       |
| 66                           | Daniel Oss                   | 140º                         | 146                    | Vladimir Karpec        | 47º                    | 226                       | Alessandro Proni          | 88º                       |
| 67                           | Taylor Phinney               | R 16ª                        | 147                    | Pablo Lastras          | 85º                    | 227                       | Matteo Rabottini          | 55º                       |
| 68                           | Ivan Santaromita             | 30º                          | 148                    | Francisco Ventoso      | 66º                    | 228                       | Mauro Santambrogio        | 9º                        |
| 69                           | Danilo Wyss                  | 84º                          | 149                    | Giovanni Visconti      | 35º                    | 229                       | Fabio Taborre             | R 10ª                     |
| Manager:                     | Manager:                     | Manager:                     | Manager:               | Manager:               | Manager:               | Manager:                  | Manager:                  | Manager:                  |
| Cannondale Pro Cycling       | Cannondale Pro Cycling       | Cannondale Pro Cycling       | Omega Pharma-Quickstep | Omega Pharma-Quickstep | Omega Pharma-Quickstep |                           |                           |                           |
| 71                           | Damiano Caruso               | 19º                          | 151                    | Mark Cavendish         | 127º                   |                           |                           |                           |
| 72                           | Tiziano Dall'Antonia         | 113º                         | 152                    | Gianluca Brambilla     | 105º                   |                           |                           |                           |
| 73                           | Paolo Longo Borghini         | 67º                          | 153                    | Michał Gołaś           | 62º                    |                           |                           |                           |
| 74                           | Alan Marangoni               | 114º                         | 154                    | Iljo Keisse            | 159º                   |                           |                           |                           |
| 75                           | Fabio Sabatini               | 93º                          | 155                    | Serge Pauwels          | 77º                    |                           |                           |                           |
| 76                           | Cristiano Salerno            | 86º                          | 156                    | Jérôme Pineau          | 124º                   |                           |                           |                           |
| 77                           | Cayetano Sarmiento           | 91º                          | 157                    | Gert Steegmans         | NP 14ª                 |                           |                           |                           |
| 78                           | Elia Viviani                 | 119º                         | 158                    | Matteo Trentin         | 118º                   |                           |                           |                           |
| 79                           | Cameron Wurf                 | 128º                         | 159                    | Julien Vermote         | 132º                   |                           |                           |                           |
| Manager:                     | Manager:                     | Manager:                     | Manager:               | Manager:               | Manager:               |                           |                           |                           |

### Legenda
| Legenda      | Legenda | Legenda        | Legenda                                                  |
| ------------ | --- | -------------- | -------------------------------------------------------- |
| Dorsale      | Dorsale di partenza del ciclista | Posizione      | Posizione finale nella classifica generale               |
| Maglia rosa  | Indica il vincitore della classifica generale                                                                                        | Maglia azzurra | Indica il vincitore della classifica dei GPM             |
| Maglia rossa | Indica il vincitore della classifica a punti                                                                                         | Maglia bianca  | Indica il vincitore della classifica dei giovani         |
| NP           | Indica un ciclista che non è ripartito in una tappa la mattina                                                                       | R              | Indica un ciclista che si è ritirato in una tappa        |
| FTM          | Indica un ciclista che ha concluso una tappa fuori tempo, ossia ha impiegato più tempo rispetto a quanto stabilito dal tempo massimo | EX             | Corridore escluso per non aver rispettato il regolamento |

## Corridori per nazione
| Numero ciclisti | Nazione                                                              |
| --------------- | -------------------------------------------------------------------- |
| 59              | Italia                                                               |
| 17              | Paesi Bassi                                                          |
| 16              | Spagna                                                               |
| 15              | Colombia                                                             |
| 14              | Belgio                                                               |
| 13              | Francia                                                              |
| 10              | Australia                                                            |
| 8               | Russia                                                               |
| 6               | Regno Unito                                                          |
| 5               | Germania, Stati Uniti                                                |
| 4               | Canada, Portogallo                                                   |
| 3               | Danimarca, Nuova Zelanda, Polonia, Slovenia                          |
| 2               | Brasile, Kazakistan, Croazia, Svezia, Venezuela, Svizzera            |
| 1               | Cina, Estonia, Grecia, Lituania, Lussemburgo, Bielorussia, Sudafrica |